# Democratic National Convention 2020
Die Democratic National Convention 2020 war der Parteitag der Demokratischen Partei, um offiziell den Präsidentschaftskandidaten und Vizepräsidentschaftskandidaten der Demokraten für die Präsidentschaftswahlen 2020 zu wählen. Die in den Vorwahlen in den Bundesstaaten bestimmten Delegierten stimmten hierbei für ihren Kandidaten. Im Laufe der Veranstaltung wurde Joe Biden zum Präsidentschaftskandidaten und Kamala Harris zu seinem Running Mate gekürt.  Der Parteitag fand offiziell vom 17. August bis 20. August 2020 in Milwaukee statt. Wegen der COVID-19-Pandemie war es eine virtuelle Veranstaltung und der erste virtuelle Parteitag in der Geschichte der Vereinigten Staaten.

## Terminierung
Die Democratic National Convention war ursprünglich für Mitte Juni 2020 geplant. Wegen der COVID-19-Pandemie in den Vereinigten Staaten wurde die Veranstaltung aber auf den 17. August 2020 verlegt.

## Überblick
Der Parteitag fand zum größten Teil virtuell statt, soweit es zu Auftritten kam, fanden diese an vier Veranstaltungsorten in New York City, Los Angeles, Milwaukee, und Wilmington (Delaware) statt. Am 18. August wurde Joe Biden formell zum Kandidaten der Demokratischen Partei für die Präsidentschaftswahl in den Vereinigten Staaten 2020 gewählt. Er hatte schon am 11. August 2020 Kamala Harris zu seinem Running Mate ernannt. Die Demokratische Partei hatte Ricky Kirshner und Glenn Weiss für die Produktion gewinnen können. Die beiden hatten in der Vergangenheit Emmy Awards für die Shows für die Tony Awards gewinnen können. Jeder Tag dieses wegen der COVID-19-Pandemie in den Vereinigten Staaten ersten virtuellen Parteitages wurde von einer anderen Moderatorin moderiert. Moderatorinnen waren Eva Longoria, Tracee Ellis Ross, Kerry Washington und Julia Louis-Dreyfus.

## Ablauf
Am ersten von Eva Longoria moderierten Abend sprach Michelle Obama über Zoom und rief zum Wählen auf. Sie beschrieb den republikanischen Amtsinhaber Donald Trump als schwachen und ineffektiven Führer. Für den linken Parteiflügel sprach Bernie Sanders. In einem Video trat der Republikaner und ehemalige Gouverneur von Ohio, John Kasich, an einem Scheideweg auf. Kasich räumte ein, dass man in normalen Zeiten ihn nicht bei einer Demokratischen Convention gesehen hätte. Dies seien aber keine normalen Zeiten. Er rief dazu auf, Biden zu wählen, um nationale Einigkeit zu erreichen. Weiter wurden Videos von verschiedenen Bürgern gezeigt, darunter von einer jungen Frau, die ihren Vater an COVID-19 verloren hatte, von Kleinunternehmern und von Hinterbliebenen von Opfern von Polizeigewalt, wie den Familienangehörigen von George Floyd und Eric Garner.
Am zweiten, von der Schauspielerin und Aktivistin Tracee Ellis Ross moderierten, Convention-Tag traten als Redner Bill Clinton, Jimmy Carter, Senats-Minderheitsführer Chuck Schumer, die Abgeordnete Alexandria Ocasio-Cortez, der ehemalige republikanische Außenminister Colin Powell, und als Hauptrednerin Jill Biden auf. Außerdem fand die offizielle Stimmabgabe der Delegierten aller Bundesstaaten und US-Territorien statt.
Jill Biden sprach aus einem Klassenzimmer, in dem sie als Lehrerin unterrichtet hatte. Sie sprach über ihre Beziehung mit ihrem Ehemann Joe Biden und Verluste, die sie gemeinsam bewältigt hatten. Die ehemaligen Präsidenten Carter und Clinton konzentrierten sich auf die Kandidaten. Während Carter die Erfahrung und den Charakter Bidens positiv hervorhob, griff Clinton Trump an. Er warf Donald Trump vor, nur Chaos zu stiften. Nur eines würde sich nie ändern, Trumps Unfähigkeit, Verantwortung zu übernehmen. Powell nannte den Amtsinhaber nicht beim Namen, erklärte aber, dass es eine andere Außenpolitik brauche als die derzeitige. Die Abgeordnete Ocasio-Cortez hielt die traditionelle Rede für den Kandidaten mit den zweitmeisten Delegierten-Stimmen, Bernie Sanders.
Die offizielle Abgabe der Stimmen erfolgte mit kurzen Videos aus den fünfzig Bundesstaaten und sieben Territorien. Jede Delegation konnte dabei ihren Staat vorstellen und für ihn werben. So warb beispielsweise die Delegation aus Rhode Island für die Calamari aus Rhode Island.
Kerry Washington begrüßte die Zuschauer am dritten Tag der laut ihr „unconventional convention“ mit einer Rede, nach der es um die Seele des Landes gehe und Trump dieses Land zerstöre.
Die Nacht sah als Redner unter anderem Kamala Harris, Barack Obama und Hillary Clinton vor. Obama wich von der Tradition ab, dass ehemalige Präsidenten ihre Nachfolger nicht kritisieren. Er merkte an, dass Trump nie in sein Amt hineingewachsen sei, weil er es nicht könne. Er warnte, dass Trump alle demokratischen Grundsätze einreißen würde, nur um zu gewinnen. Clinton rief dazu auf, die Wahl ernst zu nehmen. Zu viele hätten nach der Wahl 2016 bedauert, gegen Clinton gestimmt zu haben, oder überhaupt nicht gestimmt zu haben. Kamala Harris hob die Vergangenheit ihrer Familie und besonders ihre Mutter hervor. Sie erinnerte daran, dass ihre Eltern gemeinsam mit ihr für die Bürgerrechtsbewegung demonstriert hätten, und wie ihre Mutter sie später ermutigt habe, dass alles erreichbar sei. Zusätzlich wurden Clips zu politischen Themen wie Klimawandel oder Diskriminierung gezeigt.
Die aus Comedy-Sendungen wie Seinfeld und Veep – Die Vizepräsidentin bekannte Julia Louis-Dreyfus moderierte den Abschlussabend mit Witzen über Trump und dessen Vizepräsidenten Pence. Während des Abends wurden Videos von Kindern und Enkeln des Kandidaten gezeigt, die persönliche Erfahrungen teilten. Die menschliche Seite wurde auch durch eine Rede eines Schülers betont, in der er darstellte, wie Biden ihm half sein Stottern zu überwinden. Betont wurde dies auch durch eine Videokonferenz der ehemaligen Konkurrenten Bidens in den Vorwahlen Cory Booker, Pete Buttigieg, Amy Klobuchar, Beto O’Rourke, Bernie Sanders, Elizabeth Warren und Andrew Yang. Sie tauschten in der Konferenz Geschichten über Biden aus. Der ehemalige Konkurrent Michael Bloomberg griff Trump als schlechten Geschäftsmann an und rief dazu auf gegen Trump zu stimmen, weil er versagt habe. An Sachthemen wurden das Militär durch Senatorin und Irak-Veteranin Tammy Duckworth und einen Veteranen des II. Weltkriegs und Koreakrieges angesprochen. Die höchsten gewählten Wahlbeamte der Staaten Kalifornien, Alex Padilla, und Michigan, Jocelyn Benson sprachen über die Sicherheit einer Briefwahl. Der ehemalige Surgeon General unter Obama, Vivek Murthy, sprach über die COVID-19-Pandemie. Die Vereinigten Staaten hätten alle Instrumente, um der Pandemie entgegenzutreten. Es sei aber notwendig sie einzusetzen und offen Wissenschaft und Maßnahmen zu kommunizieren. Der Abend endete mit Joe Biden, der in Wilmington die Wahl zum demokratischen Kandidaten annahm. Biden betonte, wie wichtig die anstehende Wahl sei. Es sei eine Schlacht um die Seele Amerikas. Er versprach ein Präsident für alle Amerikaner zu sein, auch wenn er nur der demokratische Kandidat sei. Nach der Rede trat er zusammen mit seiner Frau Jill Biden, seinem Running Mate Kamala Harris und deren Ehemann Douglas Emhoff ins Freie, wo ihn Anhänger begrüßten und ein Feuerwerk abgebrannt wurde.